# Friedelite
La friedelite è un minerale.